# 望火楼 (青岛)
36°04′12.4″N 120°19′10.6″E / 36.070111°N 120.319611°E
望火楼是中国山东省青岛市的一座塔式建筑，位于市南区观象一路西端（观象一路45号）、观象山西坡。该塔楼约建于1921年，2009年5月部分被违规拆除后重建。

## 历史

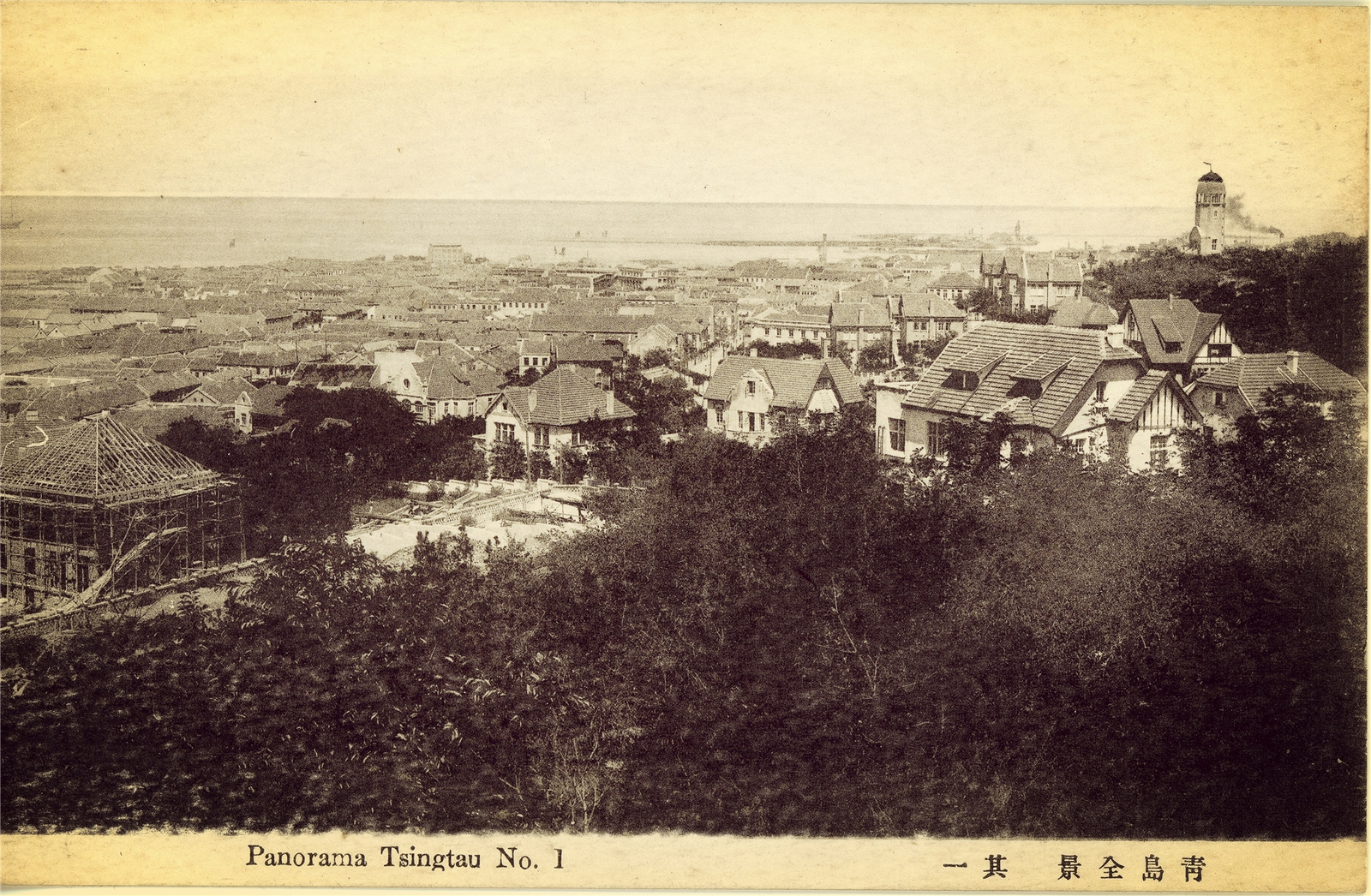
自观海山远眺山麓及大鲍岛一带，望火楼出现在右侧山坡上，1920年代

由于没有任何史料记载望火楼的建造情况，望火楼的早期历史十分模糊。1990年代以来发表出版的许多文献都称望火楼为1905年德国胶澳巡捕局消防队建立时建造，用于发现火灾、观察火情，也有部分文献更提到其设计者为德国建筑师罗克格（Curt Rothkegel）。望火楼到底是否为德占时期所建，曾是其早期历史的一大疑点，直至后来，青岛当地学者通过历史照片的对比，判断望火楼的建造年代应当在第一次日占时期的1921年左右，与德国建筑师罗克格也没有任何关系。
1930年开通电话报警后，望火楼的功能逐渐被取代，后于1940年代初封闭弃用。1949年后，望火楼曾作为市南区房管局龙华路房管所仓库使用，1975年曾经历一次维修，后长期被废弃。1996年公布的《青岛市城市风貌保护管理办法》将望火楼列为保护点。2000年，望火楼列入青岛市第一批历史优秀建筑名单。

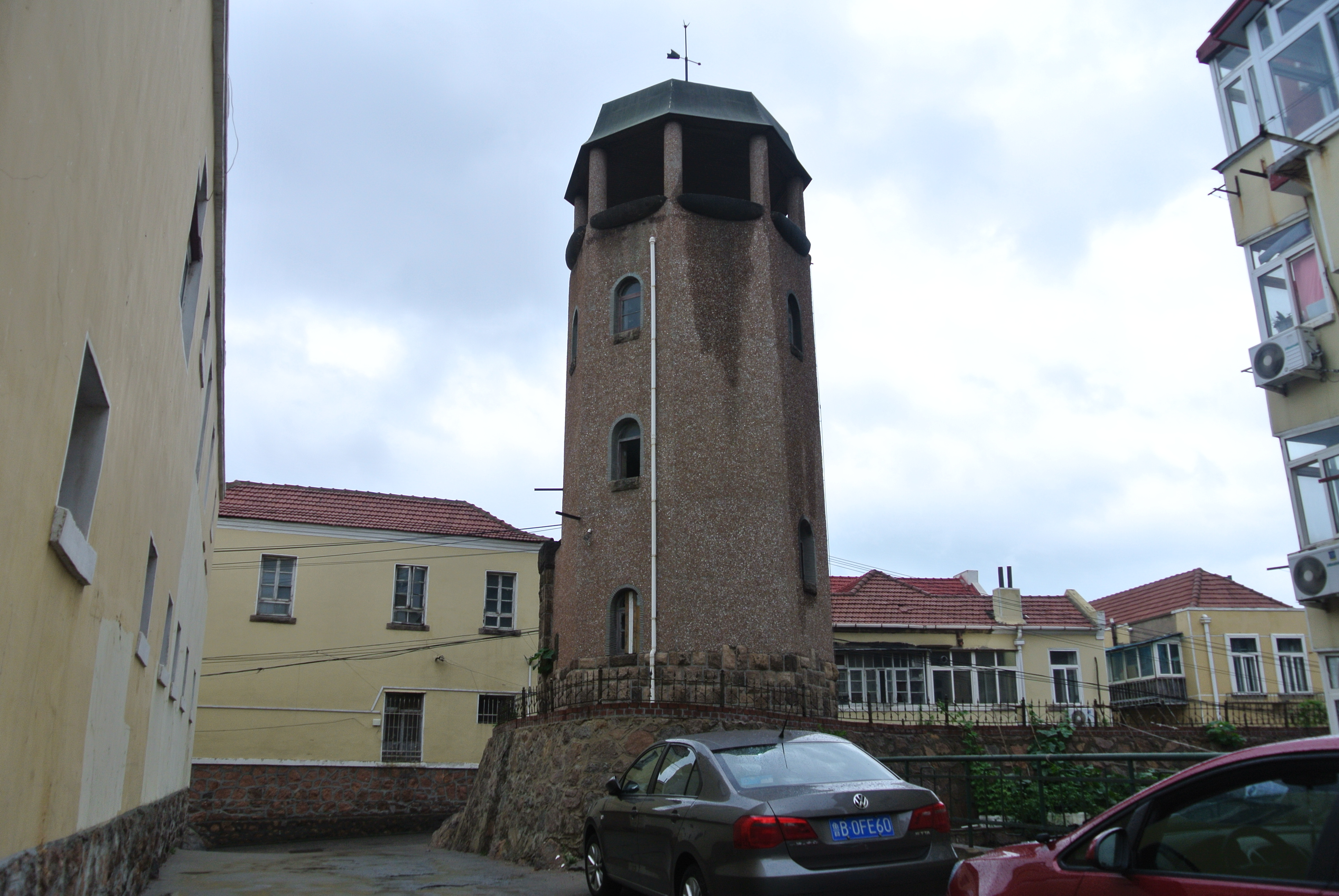
望火楼背面，2015年7月

2009年5月15日，望火楼的产权单位市南区房管局开始对其进行修缮。由于望火楼是青岛老城区的地标性建筑，自翻修开始，此事便引起附近居民及其他市民的关注，半岛都市报、青岛电视台等青岛市内重要媒体也开始追踪报道此事。至5月19日，望火楼上半部分已完全被拆除。房管部门人员称，房管部门修缮望火楼时发现楼内钢筋已全部锈断，楼体酥软，砖块碎裂，于是临时改为拆除重建，为防止出现意外而没有来得及依法报批，拆除时各种建筑材料已编好号以备重建。而有媒体记者和市民现场调查认为，望火楼的建筑状况并没有房管部门负责人所说的那样差，现场工人称许多砖块还可以继续使用。此外，拆除过程中的施工操作不符合规定，期间还出现了工人将保存尚好的钢制结构当作废品变卖的现象。
望火楼被拆除的消息引起了青岛市民及文史艺术界的不满。青岛市人大及市政府上级机构介入此事，叫停了房管部门及施工方的拆除行为，并督促其重建。望火楼最终仿照原貌重建，于同年8月重建完毕。

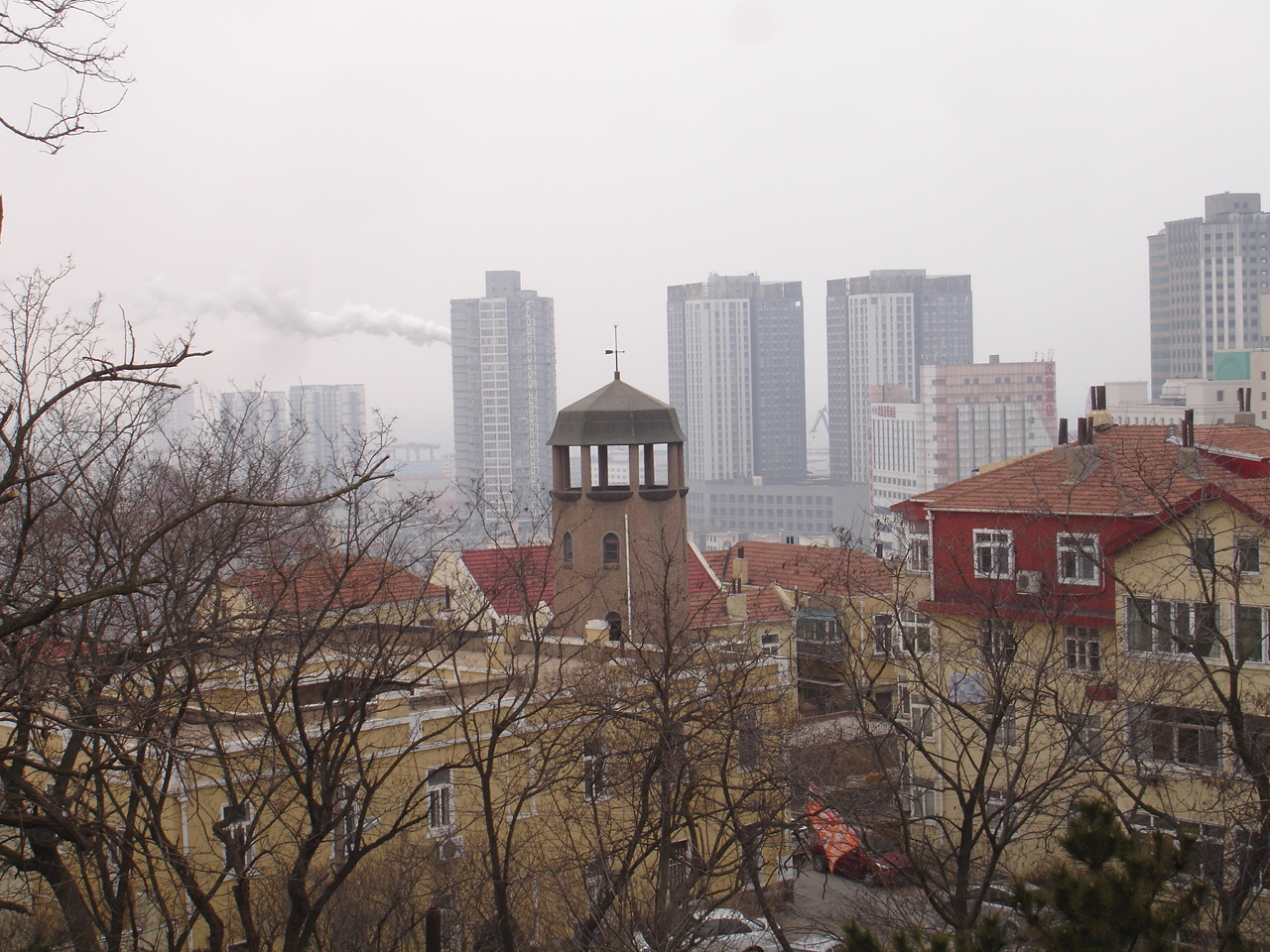
自观象山山顶眺望望火楼

2009年7月27日，望火楼列入市南区第一批区级文物保护单位。拆除重建后的望火楼仍长期无人管理，以致望火楼内部及周围卫生状况较差。当地媒体记者调查此事时，青岛市文物局、市南区文物局、江苏路街道及市南区房管局均表示望火楼不在其管辖范围内。

## 建筑特色
望火楼为一座八角塔楼，楼高18米，基座由花岗岩砌成，高约3米。主入口为花岗岩发券，上起花岗岩蘑菇石包镶的曲线山墙，局部为水波纹墙面。顶部为透空瞭望台，由8跟圆柱支撑铁皮盔状塔顶。楼内三层，一层内为通往二层的石砌旋梯，二层空间狭小，天花板中央为一方形通道，仅容一人通过，并设有简易铁梯通往顶层瞭望台。
由于所处地势较高，望火楼曾为青岛老城区的地标性建筑，观象山西侧的四方路一带及北侧的聊城路一带均可望见望火楼，另有部分影视剧在此取景。

## 图集
- 1924年出版的《接收青岛纪念写真》中的望火楼
- 望火楼正面及入口，2017年4月
- 望火楼内部旋梯
- 内部旋梯
- 二楼及通往瞭望台的通道